# Wolfsmilchschwärmer
Der Wolfsmilchschwärmer (Hyles euphorbiae) ist ein Schmetterling (Nachtfalter) aus der Familie der Schwärmer (Sphingidae). Er wurde von der Umweltstiftung BUND zum Schmetterling des Jahres 2014 gekürt.

## Merkmale
Die Falter erreichen eine Flügelspannweite von 70 bis 85 Millimetern und haben eine ziemlich variable Färbung. Die Vorderflügel haben eine hell gelbbraune oder hell rosafarbene Grundfarbe. Eine scharf abgegrenzte, keilförmige, dunkelbraune bis olivgrüne Binde parallel zum Außenrand bedeckt einen großen Teil der hinteren Hälfte der Flügel, der Außenrand ist meistens breit in der Grundfarbe gefärbt. Die Grundfärbung ist weiters durch einen größeren braunen bis olivgrünen Fleck am Flügelansatz und ein bis drei weitere, kleinere entlang des Vorderrandes überdeckt. 
Die Hinterflügel sind von einem zentralen roten, bis rosafarbenen Bereich, der breit schwarz gerandet ist, dominiert. Der Flügelansatz ist schwarz gefärbt der Außenrand ist ockerbraun, am Innenrand befindet sich ein verwaschener weißer Fleck. Es gibt Farbvarianten der Art, bei denen die Hinterflügel kein Rot aufweisen oder komplett rot gefärbt sind; anstelle des Rots kann das Zentrum auch rostbraun oder gelb gefärbt sein. Auch die Vorderflügelfärbung ist sehr variabel und kann im Extremfall fast gänzlich braun sein und nur einige kleine, cremefarbene Bereiche anstelle der zentralen hellen Binde haben. 
Der stark behaarte Thorax hat die gleiche Färbung wie die Flecken der Vorderflügel und weist eine seitlich und mitunter auch von der Seite hinten bis etwa zur Mitte des Thorax verlaufende, weiße bzw. rosafarbene Behaarung auf. Das Abdomen besitzt die gleiche Grundfärbung wie der Thorax und trägt auf den ersten drei Segmenten seitlich auf der Oberseite vier abwechselnd schwarze und weiße Haarbüschel; die Mitte des Rückens ist aber auch auf diesen Segmenten in der Grundfarbe gefärbt.
Die Raupen werden 70 bis 80 Millimeter lang und sind auch sehr variabel, aber auffällig gefärbt. Die auffallende Pigmentierung wird als Warnfärbung aufgrund der Unschmackhaftigkeit/Giftigkeit wegen entsprechender giftiger Inhaltsstoffe der Futterpflanzen gedeutet. Die übliche Futterpflanze der Raupen ist die Zypressen-Wolfsmilch. Sie haben anfangs eine gelbgrüne, später orange bis rote Grundfarbe, es gibt aber auch grün, gelbbraun oder schwarz gefärbte Tiere. An den Seiten tragen sie auf jedem Segment ein Paar untereinander angeordnete weiße, schwarz gerandete Flecken, zwischen denen zahlreiche kleine weiße, ebenfalls schwarz gerandete Flecken auf der Seite des Körpers verteilt sind. Diese kleinen Flecken können im Extremfall auch ganz fehlen und die Grundfärbung deutlich sichtbar werden lassen. Die großen Flecken können auch gelb, grün oder orange gefärbt sein. Der Rücken trägt eine zunächst gelbe, später rote Längslinie, darüber hinaus verläuft manchmal an den Seiten des Körpers eine grüne, gelblichbraune oder schwarze Längslinie. Die Beine, Kopfkapsel und das Analhorn sind orange bis rot gefärbt, letzteres hat eine schwarze Spitze.

### Ähnliche Arten
- Labkrautschwärmer (Hyles galii) (Rottemburg, 1775)
- Hyles dahlii (Geyer, 1827)
- Hyles tithymali (Boisduval, 1832)
- Sanddornschwärmer (Hyles hippophaes) (Esper, 1793)
- Linienschwärmer (Hyles livornica) (Esper, 1779)
- Hyles nicaea (de Prunner, 1798)
- Hyles centralasiae (Staudinger, 1887)

## Vorkommen
Die Tiere kommen von Nordafrika über Süd- und Mitteleuropa östlich bis nach China vor. Als Irrgäste findet man sie gelegentlich auch bis ins südliche Nordeuropa. Sie leben in warmen und trockenen Gebieten, in denen die Raupenfutterpflanzen wachsen, wie beispielsweise auf Trockenrasen, Ruderalflächen, in Kiesgruben, auf Binnendünen und an sonnigen Hängen, Feld- und Wegrändern. Sie sind in ihren Bestandszahlen rückläufig, kommen aber insbesondere an warmen Standorten lokal häufig vor.

## Lebensweise
Die Falter sitzen tagsüber an Steinen, Wänden, in der niedrigen Vegetation oder sogar am Boden. Sie krümmen bei Störung den Hinterleib nach unten und entfalten die Flügel, sodass die roten Hinterflügel sichtbar werden. Sie sind aufgrund ihrer Raupenfutterpflanzen für Fressfeinde ungenießbar. Bereits kurz nach Sonnenuntergang werden sie aktiv, fliegen aber nur kurz. Bis etwa Mitternacht wiederholen sich die Flugphasen drei- bis viermal. Die Paarung dauert etwa drei Stunden. Unmittelbar danach legt das Weibchen einige Eier ab, der Großteil wird aber meist erst am nächsten Tag gelegt. Sie saugen Nektar an verschiedenen Blüten, kommen aber nur sehr selten ans Licht.

### Flug- und Raupenzeiten
Die Falter fliegen in einer Generation von Mitte Mai bis Juli. In warmen Jahren bildet sich auch eine zum Teil unvollständige zweite Generation von August bis Mitte September aus. Die Raupen findet man von Juli bis September.

### Nahrung der Raupen
Die Raupen ernähren sich von Wolfsmilch (Euphorbia), insbesondere von Strand-Wolfsmilch (Euphorbia paralias), Zypressen-Wolfsmilch (Euphorbia cyparissias) und in Südeuropa von Palisaden-Wolfsmilch (Euphorbia characias). In Mitteleuropa fressen sie fast ausschließlich an Zypressen-Wolfsmilch. Sehr selten kann man Raupen auch auf Ampfer (Rumex), Vogelknöterichen (Polygonum), Weinreben (Vitis), Bingelkräutern (Mercurialis) und Weidenröschen (Epilobium) finden. In der Schweiz fressen die Raupen häufig an Vogelknöterich (Polygonum aviculare).

## Entwicklung
Die Weibchen legen ihre etwa ein Millimeter langen, blaugrün schimmernden Eier einzeln oder in kleinen Gelegen von sechs bis 20 Stück an den jungen Trieben der Futterpflanzen ab. Ihre Schale ist unüblich hart. Die vier Millimeter kurzen Raupen schlüpfen nach etwa zehn Tagen und leben anfangs gesellig, erst später alleine. Sie haben nach dem Schlupf eine helle Färbung, nur das Analhorn und die Kopfkapsel sind schwarz. Sie sind zunächst nachtaktiv, größere Raupen fressen auch gut sichtbar am Tag und vertrauen auf ihre Warnfärbung, dieses Verhalten wird Aposematismus genannt. Zwar lagern sie keine Gifte in ihrem Körper ein, ihr Mageninhalt ist aber giftig durch die aufgenommenen Pflanzentoxine. Diesen können sie zur Abwehr bei Gefahr unter heftigen Zuckungen aus dem Maul ausstoßen. An sehr heißen Tagen klettern sie hoch an den Pflanzen empor, um der Bodenhitze etwas zu entfliehen. Die Überwinterung findet als Puppe in Bodennähe zwischen versponnenen Pflanzenteilen statt.

## Bilder

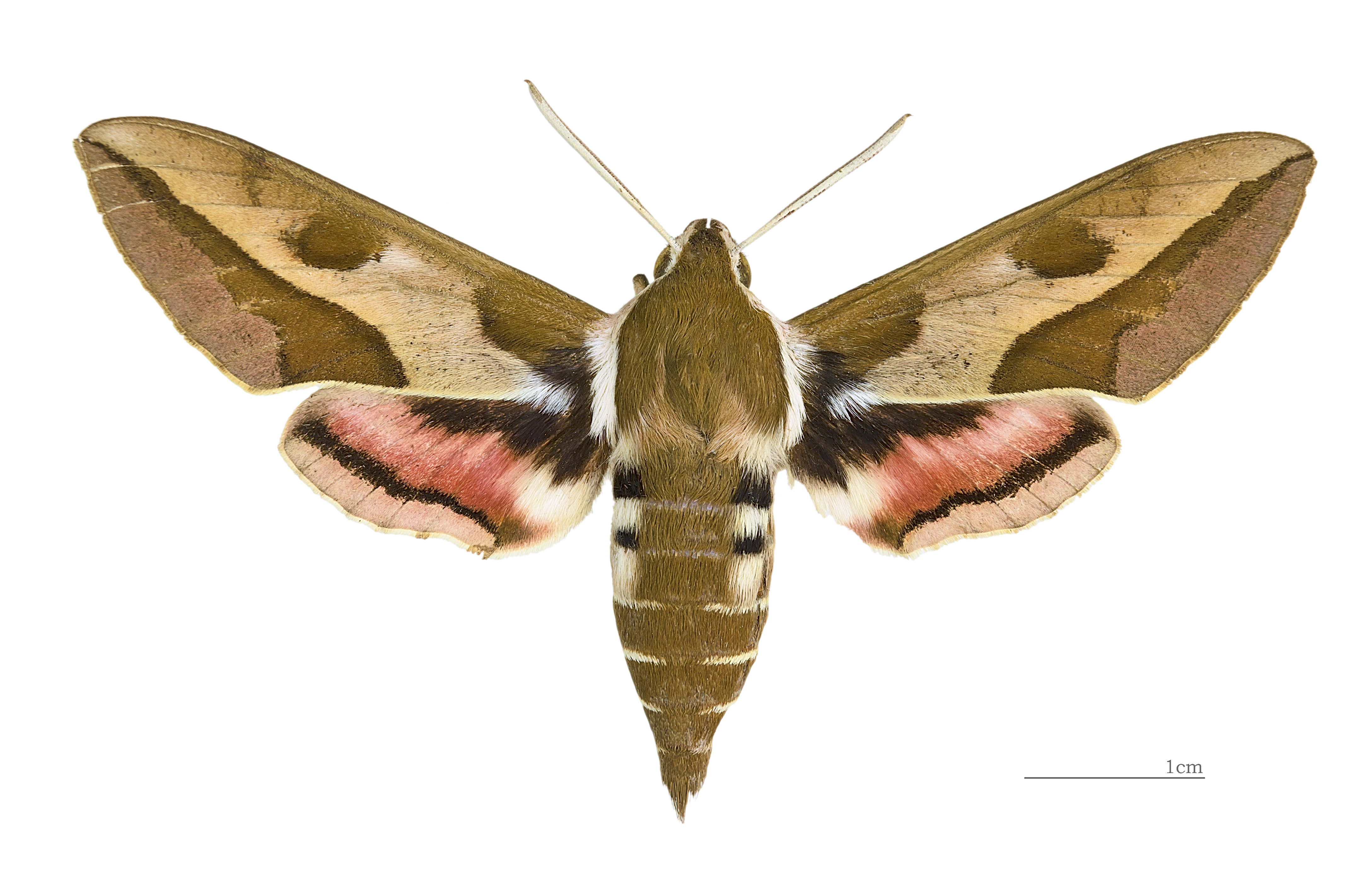
Präparat ♂
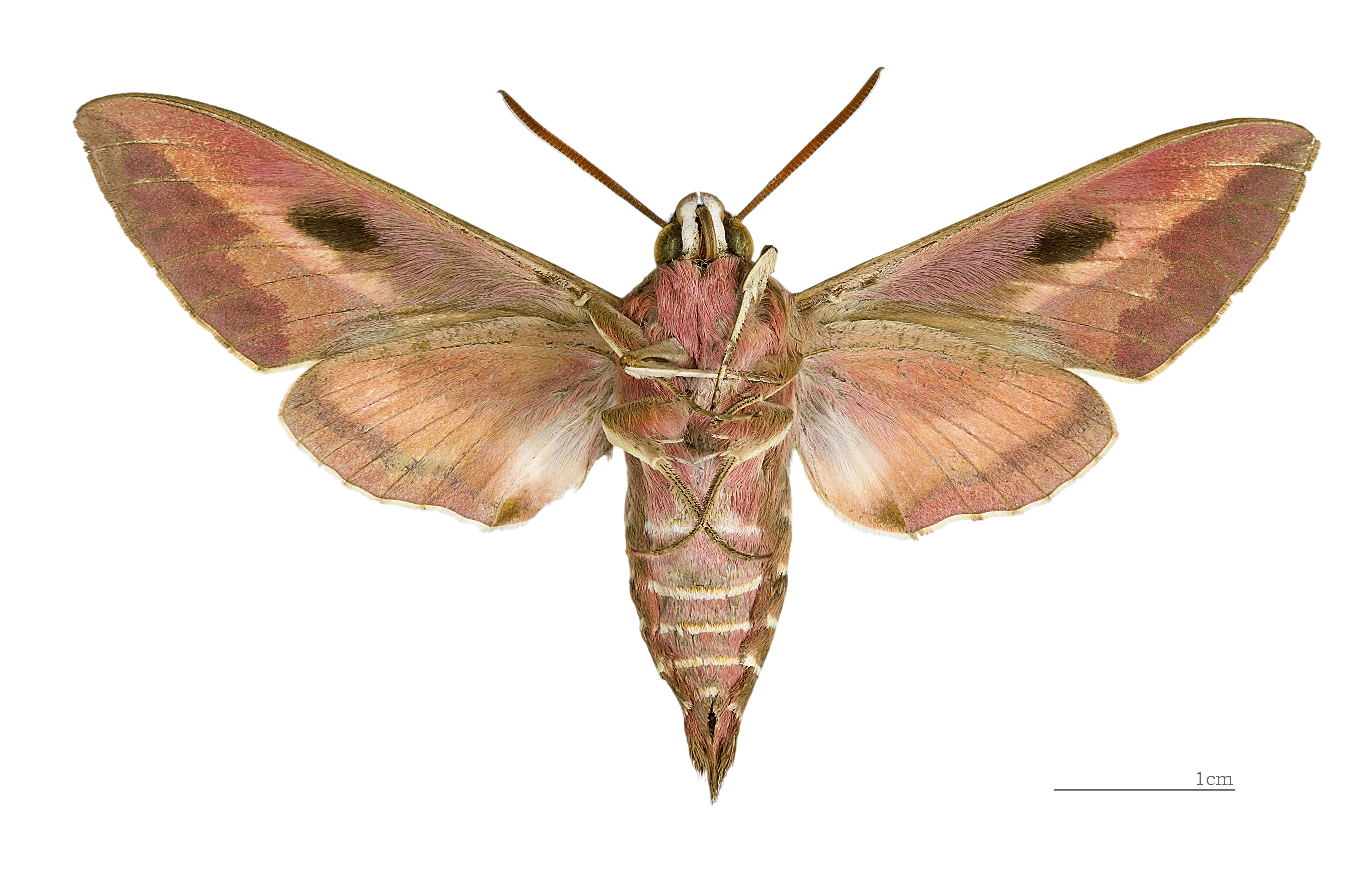
Präparat ♂△
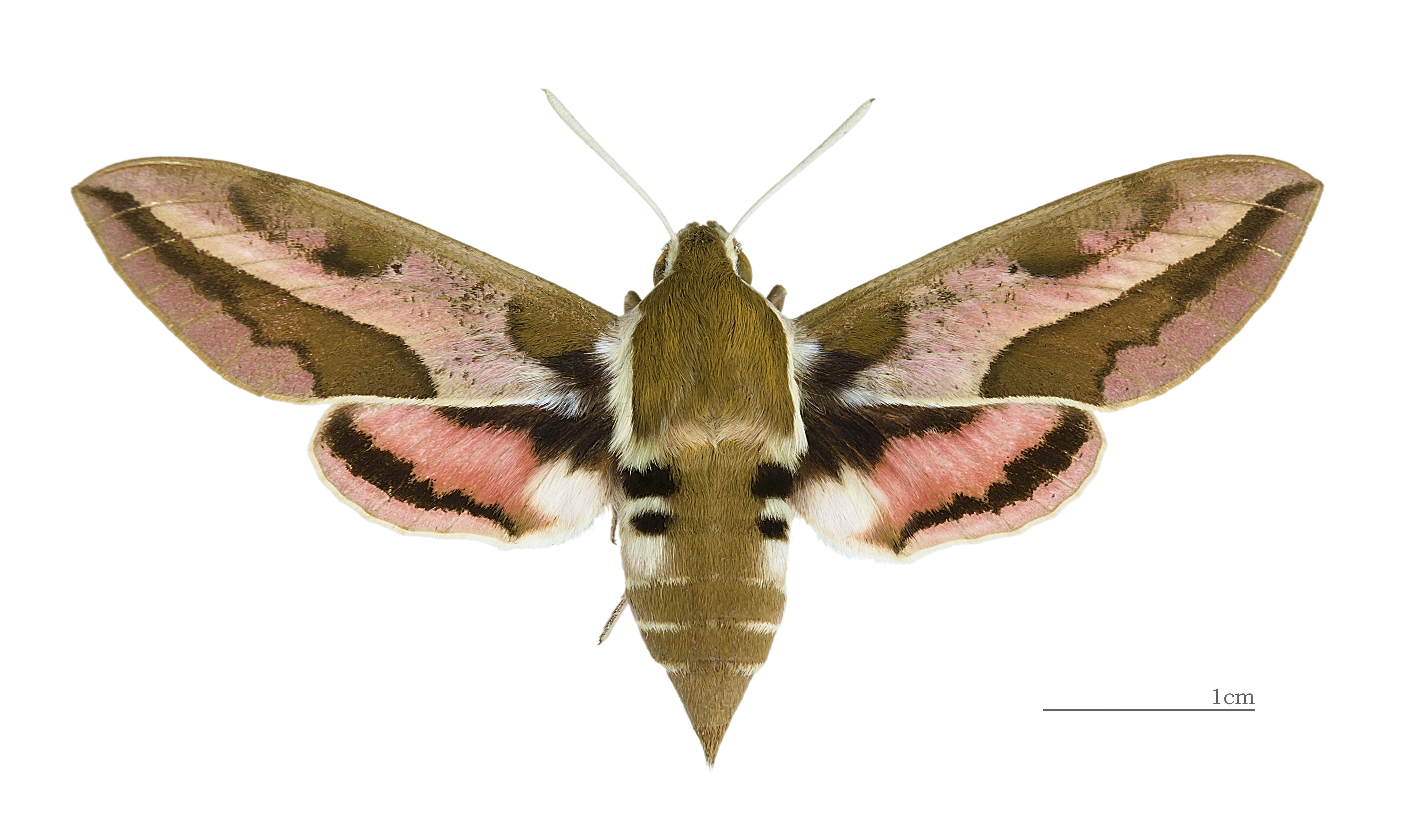
Präparat ♀
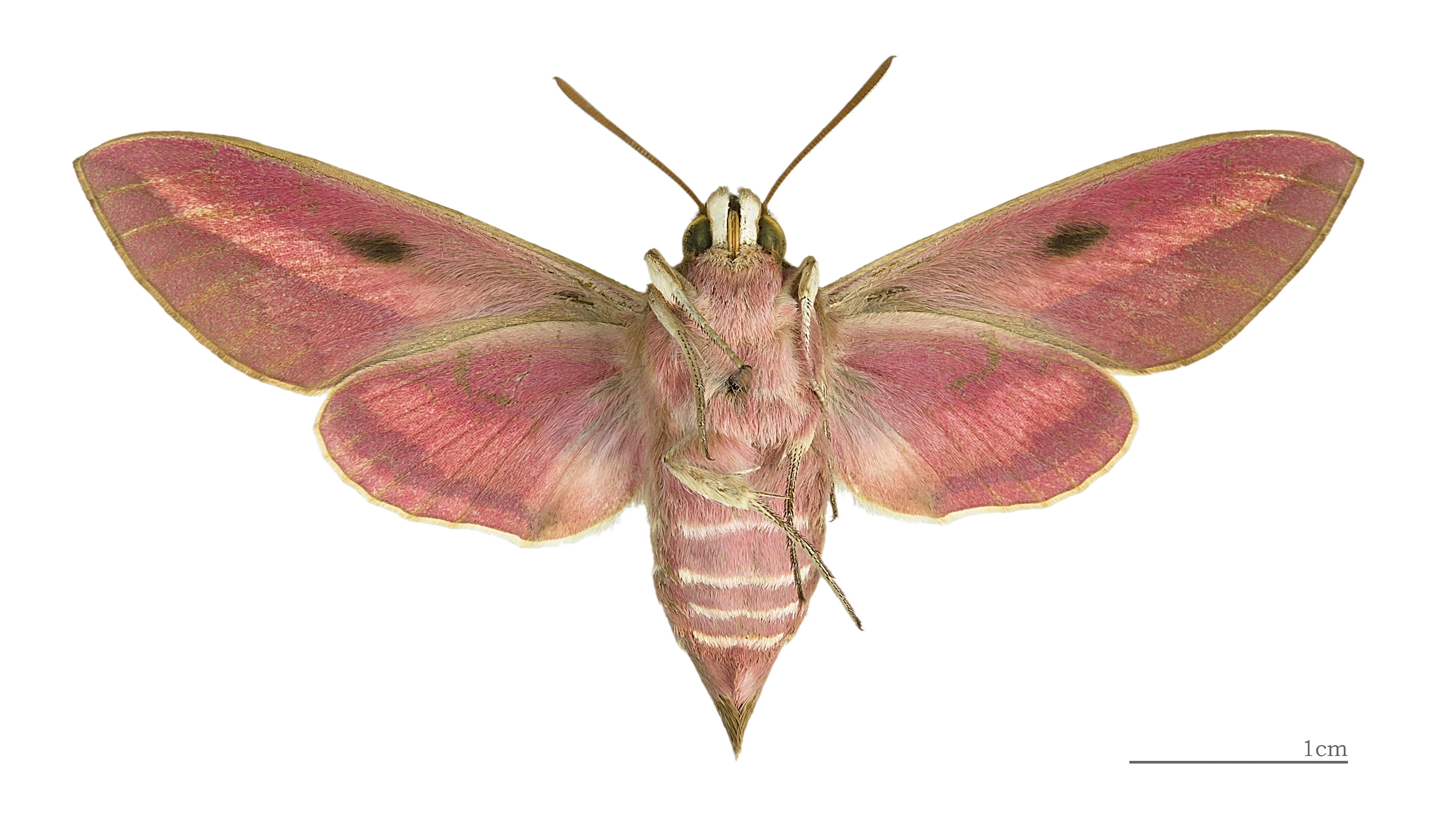
Präparat ♀△
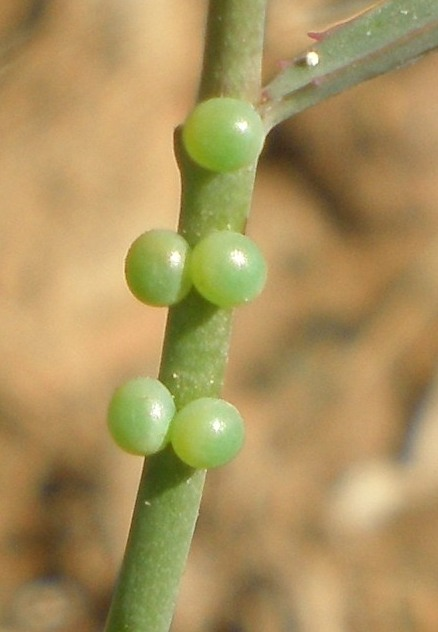
Eier
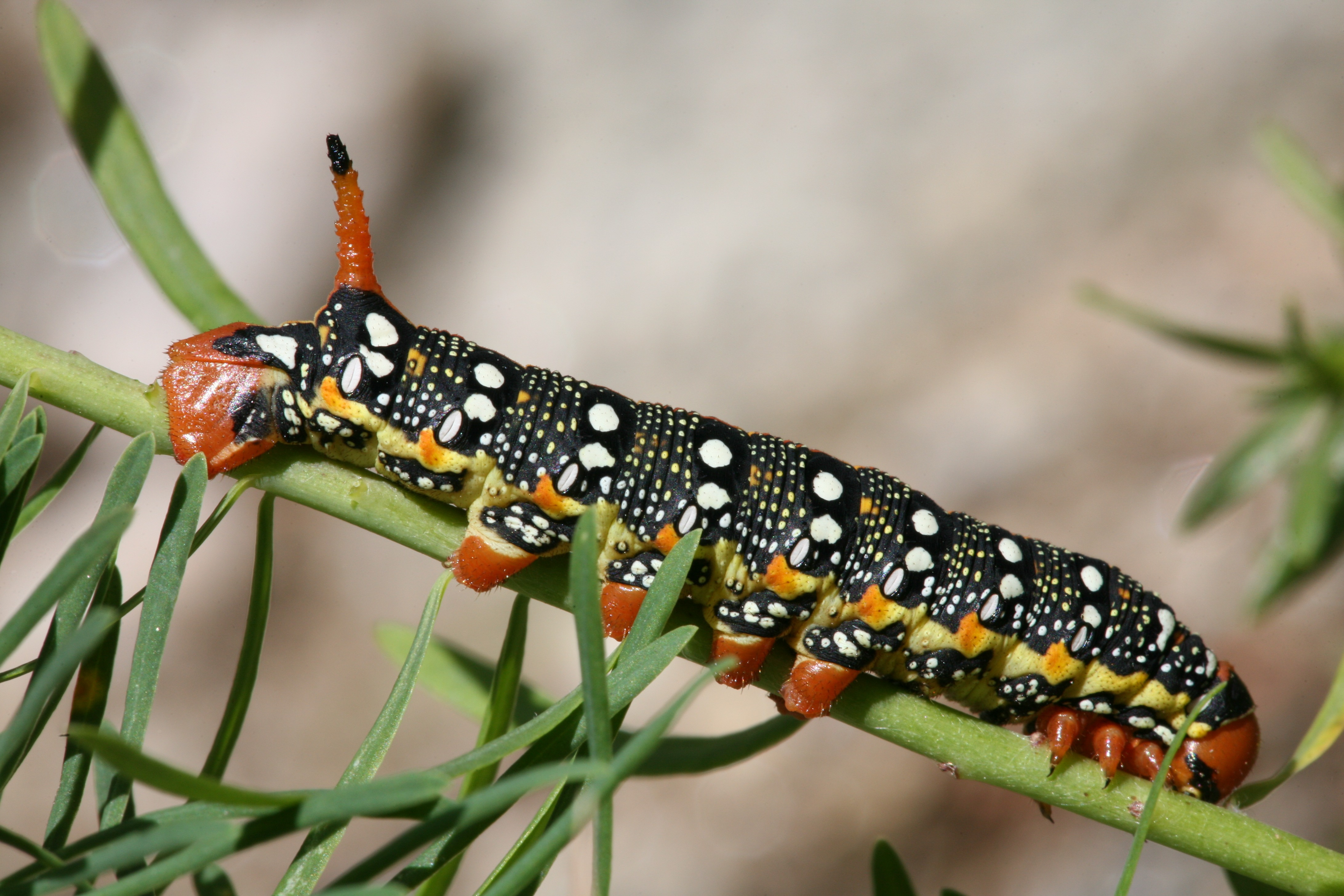
Raupe
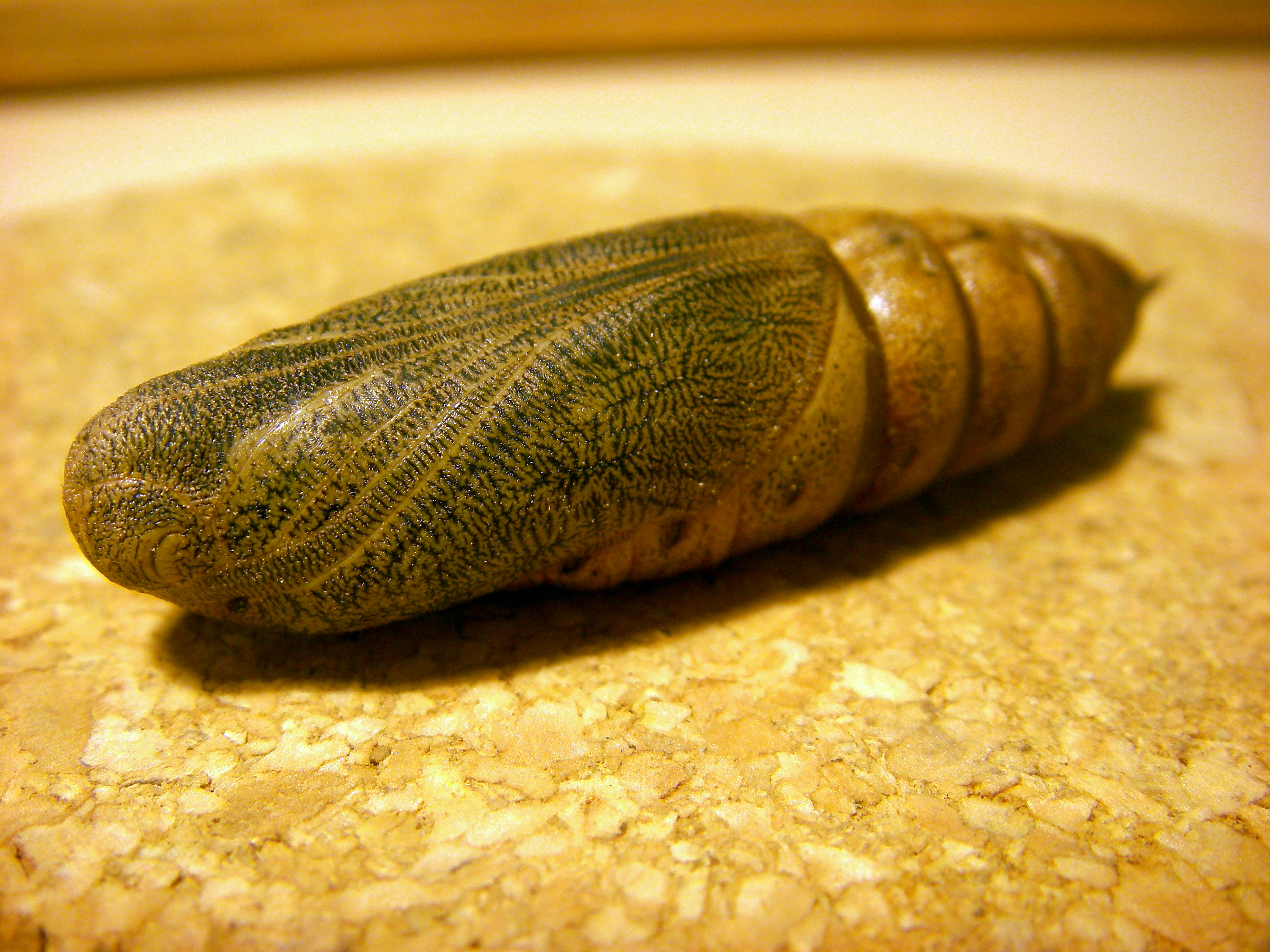
Puppe